# Górna Solinka
Górna Solinka – potok, lewy dopływ Wetliny o długości 10,16 km. 
Potok płynie w paśmie granicznym Bieszczadów Zachodnich. Początek bierze na północny zachód od przełęczy (1134 m n.p.m.) pomiędzy Wielką Rawką a Krzemieńcem, na wysokości ok. 1100 m n.p.m. Płynie w Puszczy Bukowej doliną położoną pomiędzy głównym grzbietem pasma granicznego a Działem. Przepływa przez Moczarne, gdzie zaczynają się tory kolei wąskotorowej biegnące wzdłuż potoku. W Wetlinie, na wysokości ok. 650 m n.p.m., uchodzi do Wetliny.